# Radiolitidae
De Radiolitidae zijn een familie van uitgestorven tweekleppigen uit de orde Hippuritida.